# بالا احمدکلا
بالا احمدکلا، روستایی است از توابع بخش رودبست شهرستان بابلسر در استان مازندران ایران.

## جمعیت
این روستا در دهستان پازوار قرار داشته و براساس آخرین سرشماری مرکز آمار ایران که در سال ۱۳۹۵ صورت گرفته، جمعیت آن ۱۲۷۷ نفر (۳۳۱خانوار) بوده‌است. این روستا هم جوار روستای پایین احمدکلا می‌باشد. ما بین این دو روستا ۱۰۰ هکتار زمین پوشیده از چمن قرار دارد.
شغل اصلی ساکنین کشاورزی، باغداری و ماهیگیری می‌باشد.